# Haute-Saône
Haute-Saône (oznaka 70) je francoski departma, imenovan po reki Saoni, ki teče skozenj. Nahaja se v regiji Franche-Comté.

## Zgodovina
Departma je bil ustanovljen v času francoske revolucije 4. marca 1790.

## Geografija
Haute-Saône (Gornja Saona) zajema severni del regije Franche-Comté. Na vzhodu meji na ozemlje Belfort, na jugu na Doubs in Juro, na zahodu na burgundski departma Côte-d'Or, na severozahodu na departma regije Šampanja-Ardeni Gornjo Marno, na severu pa meji na lorenske Vogeze.